# Helophilus trivittatus
Espèce

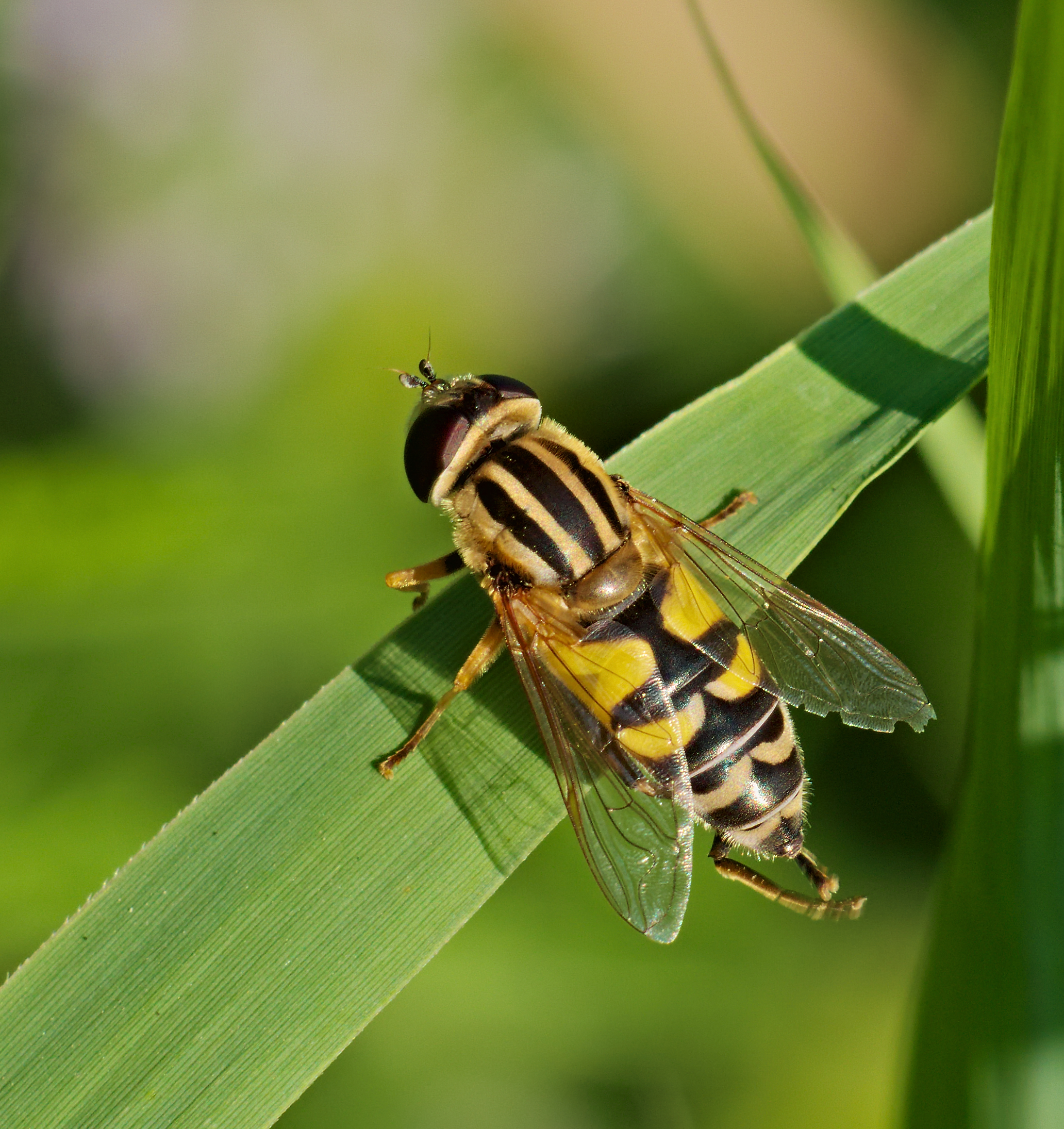
Femelle de Helophilus trivittatus près de Lampertheim (Hesse). Aout 2017.

Helophilus trivittatus, l'hélophile à bandes grises, est une espèce d'insectes diptères du sous-ordre des Brachycera (les Brachycera sont des mouches muscoïdes aux antennes courtes) et de la famille des syrphes.

## Dénomination
- Nom vernaculaire : hélophile à bandes grises
- Synonymes : Helophilus parallelus (Harris, 1776) ; Helophilus parrallelus (Harris, 1780) ; Musca parallelus Harris, 1776 ; Musca parrallelus Harris, 1780.

## Biologie
C'est une espèce pollinisatrice polylectique : elle préfère les plantes du genre Succisa, comme Succisa pratensis et de nombreuses espèces de la famille des Asteraceae : essentiellement de la tribu des Cichorieae (genres Hieracium, Hypochaeris et Leontodon) mais aussi des centaurées comme la centaurée jacée.